# Bajinci (Crna Trava)
Bajinci (Servisch cyrillisch: Бајинци) is een plaats in de Servische gemeente Crna Trava. De plaats telt 11 inwoners (2011).

## Bevolking
Het dorp telt volgens de laatste volkstelling van 2011 slechts 11 inwoners, hetgeen een halvering is vergeleken vergeleken met 23 inwoners tijdens de volkstelling van 2002. Kort na de Tweede Wereldoorlog leefden er nog 430 mensen in het dorp. 
Er leven 6 mannen en 5 vrouwen in het dorp. De gemiddelde leeftijd van de bevolking is zeventig jaar: de 'jongste' inwoner is veertig jaar oud.
De bevolking bestaat uitsluitend uit Serviërs behorend tot de Servisch-Orthodoxe Kerk. 